# 圣莱热德罗特
圣莱热德罗特（法語：Saint-Léger-de-Rôtes，法語發音：[sɛ̃ leʒe də ʁot]）是法国厄尔省的一个市镇，属于贝尔奈区。

## 地理
圣莱热德罗特（49°6'44"N, 0°39'36"E）面积6.46 平方千米，位于法国诺曼底大区厄尔省，该省份为法国北部内陆省份，北起滨海塞纳省，西接奧恩省和卡爾瓦多斯省，南至厄尔-卢瓦省，东临瓦兹省、瓦兹河谷省和伊夫林省。
与圣莱热德罗特接壤的市镇（或旧市镇、城区）包括：方丹拉贝、里勒河畔纳桑德尔。

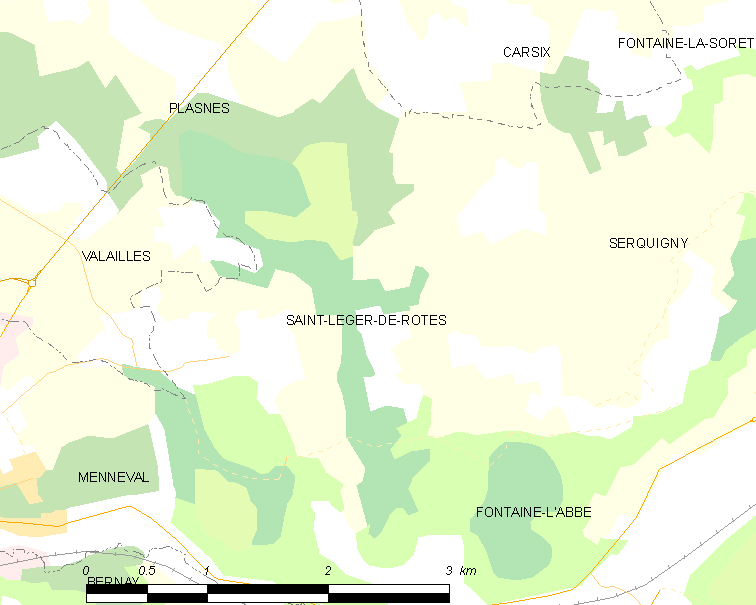
圣莱热德罗特的OSM定位图

圣莱热德罗特的时区为UTC+01:00、UTC+02:00（夏令时）。

## 行政
圣莱热德罗特的邮政编码为27300，INSEE市镇编码为27557。

## 政治
圣莱热德罗特所属的省级选区为贝尔奈县。

## 人口

1962-2008年间圣莱热德罗特人口变化图示

圣莱热德罗特于2022年1月1日时的人口数量为456人。